# 織田長易
織田 長易（おだ ながやす）は、江戸時代後期の大名。大和国芝村藩11代藩主。維新後は芝村藩知事。通称は主水、弾正。官位は従五位下・豊前守、摂津守。長政流織田家11代。

## 生涯
美濃国苗木藩11代藩主・遠山友寿の五男として誕生した。初名は友祝。
嘉永4年（1851年）8月15日、12代将軍・徳川家慶に御目見する。嘉永5年（1852年）3月13日、養父・織田長恭の隠居により家督を相続する。嘉永6年（1853年）11月7日、従五位下・豊前守に叙任する。慶応4年（1868年）1月24日、鳥羽・伏見の戦いにおける旧幕府軍の敗退を受けて上洛、新政府から大和国内の旧幕府領の取締りを命令される。小大名であったためそれまでは主体的に動けず、日和見的な態度をしていた。
明治2年（1869年）6月24日、芝村藩知事に就任する。明治4年（1871年）7月15日、廃藩置県により免職となる。
明治6年（1873年）1月31日死去、享年50。墓所は泉岳寺。

## 系譜
子女は8男2女。
- 父：遠山友寿
- 母：久見　友寿側室　　江戸　阿部姓
- 養父：織田長恭
- 正室：勝子 - 織田長恭の長女
- 室：はま
  - 三男：織田長純 - 兄・長猷の養子
- 生母不明の子女
  - 長男：織田長猷
  - 次男：渡会易簡 - 渡会喬久の養子
  - 四男：遠山友悌（ともやす） - 子爵[注釈 1]。遠山友禄の養子
  - 五男：森長寳 - 東京府士族森英茂の養子[注釈 2]
  - 六男：織田長表
  - 次女：鈴子 - 内藤政挙継室